# Scoop (film 2024)
Scoop è un film del 2024 diretto da Philip Martin.
Il film è basato sul libro-intervista "Scoops: Behind the Scenes of the BBC's Most Shocking Interviews" di Sam McAlister al Principe Andrea.

## Trama
Nel 2019 un gruppo di giornaliste della BBC decide di intervistare il Principe Andrea e parlare della sua amicizia con Jeffrey Epstein. Le condizioni devono però essere negoziate.

## Distribuzione
Il film è stato distribuito sulla piattaforma Netflix dal 5 marzo 2024.

## Riconoscimenti
- 2024 - Primetime Emmy Awards[3]
  - Candidatura per migliore film per la televisione